# Cité du Train
Cité du Train je muzeum ve francouzském městě Mylhúzy, zaměřené na historii železnice. Bylo otevřeno 12. června 1971 pod názvem Musée Français du Chemin de fer. Zaujímá plochu 60 000 m² a je největším železničním muzeem v Evropě.
Založení muzea iniciovalo Francouzské sdružení přátel železnic a za jeho sídlo bylo vybráno bývalé depo Gare de Mulhouse-Nord. Roku 1976 se muzeum přesunulo do čtvrti Dornach a v roce 1983 bylo rozšířeno. Nachází se zde více než sto vozů, nejstarším exponátem je parní lokomotiva N° 33 Saint Pierre z roku 1844. Od roku 2005 muzeum provozuje společnost Culturespaces, která provedla rekonstrukci areálu a změnu názvu, byla také vytvořena nová expozice Zlatý věk železnic, jejímž autorem byl architekt François Seigneur. V roce 2013 byla v areálu zprovozněna modelová železnice. Ročně přivítá Cité du train více než sto tisíc návštěvníků.